# IC 656
IC 656 ist eine Spiralgalaxie vom Hubble-Typ Sab mit drei optisch benachbarten Sternen im Sternbild Löwe auf der Ekliptik. Sie ist schätzungsweise 1144 Millionen Lichtjahre von der Milchstraße entfernt.
Das Objekt wurde am 15. März 1887 vom französischen Astronomen Guillaume Bigourdan entdeckt.